# Paths of Glory
Paths of Glory is een Amerikaanse film van regisseur Stanley Kubrick uit 1957 met in de hoofdrollen Kirk Douglas, Adolphe Menjou en Ralph Meeker.
De film is gebaseerd op de gelijknamige roman van Humphrey Cobb uit 1935 en speelt zich af in de loopgraven van de Eerste Wereldoorlog. Saillant detail is dat hij in Frankrijk pas in 1975 werd vertoond, omdat de Franse autoriteiten vonden dat hij lasterlijk was voor het Franse leger. Het is overigens niet zo dat de film in Frankrijk verboden werd. Kirk Douglas kreeg tijdens en na de productie veel negatieve publiciteit en verloor hierdoor veel geld. Hij bleef de film echter steunen.
Paths of Glory was een bescheiden succes in de bioscopen en won na het verschijnen in 1957 diverse prijzen. In 1992 werd de film door de Library of Congress geselecteerd voor conservatie in het National Film Registry.

## Verhaal
Frankrijk, 1916, Franse en Britse troepen bevechten Duitse soldaten in een genadeloze loopgravenoorlog. In het hoofdkwartier van het Franse leger krijgt generaal Mireau een bevel van zijn bevelhebber generaal Broulard. De divisie van Mireau krijgt opdracht een goed verdedigde Duitse versterking, bijgenaamd de Anthill (de mierenheuvel) te veroveren. Het is een zelfmoordmissie en Mireau weigert zijn mannen op te offeren. Als Broulard echter zinspeelt op een promotie gaat Mireau overstag. Eenmaal terug vraagt hij aan kolonel Dax, de bevelhebber van het 701ste regiment infanterie om een aanvalsplan te ontwerpen. Dax protesteert, maar Mireau is doof voor zijn tegenargumenten. Tijdens een verkenningsmissie stuurt een beschonken luitenant, Roget, twee verkenners naar voren. Terwijl hij op hen wacht, wordt hij bang en werpt een handgranaat. Later blijkt dat een van de verkenners door de granaat is gedood. Roget vervalst zijn rapport om dit te verbergen en beveelt korporaal Paris, de kameraad van de gesneuvelde soldaat, om te zwijgen. De volgende dag leidt Dax zijn mannen bij de aanval op Anthill. Het wordt een tragedie. Vele Fransen sneuvelen zonder de Duitse linies te bereiken. Een compagnie durft zelfs niet uit de eigen loopgraaf te komen. Mireau beveelt de artillerie om deze mannen te beschieten, maar de commandant weigert. Als Dax probeert de angstige compagnie tot een aanval te dwingen, wordt hij bewusteloos geslagen door een terugtrekkende Franse soldaat. Een woedende Mireau wil nu honderd man executeren vanwege lafheid, maar dit wordt door de krijgsraad teruggebracht tot drie, een van elke compagnie. Korporaal Paris wordt door Roget aangewezen, samen met de soldaten Ferol en Arnaud. Dax treedt op als de advocaat van de mannen, maar ontdekt dat de krijgsraad een lachertje is, en dat niemand naar hem luistert. De mannen krijgen de doodstraf. De volgende morgen worden ze doodgeschoten voor het oog van de troepen. Intussen heeft Dax ontdekt dat Mireau op zijn eigen mensen wilde laten schieten. Hij licht Broulard in, die Mireau laat weten dat het incident onderzocht zal worden. Broulard wil nu Dax promoveren tot divisiecommandant in de veronderstelling dat hij Mireau om die reden heeft verklikt. Dax reageert woedend en keert terug naar zijn soldaten. Een sergeant komt melden dat het regiment weer in actie moet komen. De troepen luisteren naar een jonge Duitse vrouw die wordt gedwongen voor een soldatentheater op te treden. Ze zingt het Duits liedje Der treue Husar, dat de soldaten, omdat ze de Franse versie kennen of omdat ze het zo ook wel begrijpen, ontroert. Als kolonel Dax dit hoort, besluit hij ze nog een paar minuten te laten zitten.

## Rolverdeling
| Acteur                                                    | Personage                       |
| --------------------------------------------------------- | ------------------------------- |
| Kirk Douglas                                              | Kolonel Dax                     |
| Ralph Meeker                                              | Korporaal Philippe Paris        |
| Adolphe Menjou                                            | Generaal-majoor George Broulard |
| George Macready                                           | Brigade-generaal Paul Mireau    |
| Wayne Morris                                              | Luitenant Roget                 |
| Richard Anderson                                          | Majoor Saint-Auban              |
| Joe Turkel                                                | Soldaat Pierre Arnaud           |
| Christiane Susanne Harlan, echtgenote van Stanley Kubrick | Duitse zangeres                 |
| Emile Meyer                                               | Vader Dupree                    |
| Bert Freed                                                | Sergeant Boulanger              |
| Kem Dibbs                                                 | Soldaat Lejeune                 |
| Timothy Carey                                             | Soldaat Maurice Ferol           |

## Titel
De film is gebaseerd op "Paths of Glory" van Humphrey Cobb. Cobb schreef het boek in 1935, maar hij kon geen goede titel bedenken. Zijn uitgever schreef een wedstrijd uit voor de titel en de winnaar kwam met "Paths of Glory". Hij ontleende de titel aan het gedicht van Thomas Gray "Elegy Written in a Country Churchyard":
The boast of heraldry, the pomp of pow'r,

And all that beauty, all that wealth e'er gave,

Awaits alike th'inevitable hour.

The paths of glory lead but to the grave

## Achtergrond

### Acteurs
Kubrick zocht een karakteracteur voor het personage van kolonel Dax. Hij overwoog James Mason en Richard Burton, maar kwam uiteindelijk uit op Kirk Douglas. Douglas had echter andere verplichtingen, hij ging de hoofdrol spelen in een nieuw toneelstuk op Broadway. Kubrick besloot Gregory Peck te benaderen maar ook deze acteur had andere verplichtingen. Niet lang daarna kreeg Douglas te horen dat zijn toneelstuk was uitgesteld. Ook Peck werd ontslagen van zijn verplichtingen, maar was net te laat, Kubrick had net Douglas ingehuurd voor de hoofdrol.
De enige vrouw in de film was de Duitse actrice Christiane Harlan die het pseudoniem Susanne Christian gebruikte. Kubrick en Harlan kregen een verhouding tijdens de opnames en trouwden na de scheiding van de regisseur. Harlan bleef bij Kubrick tot zijn dood in 1999.

### Scenario

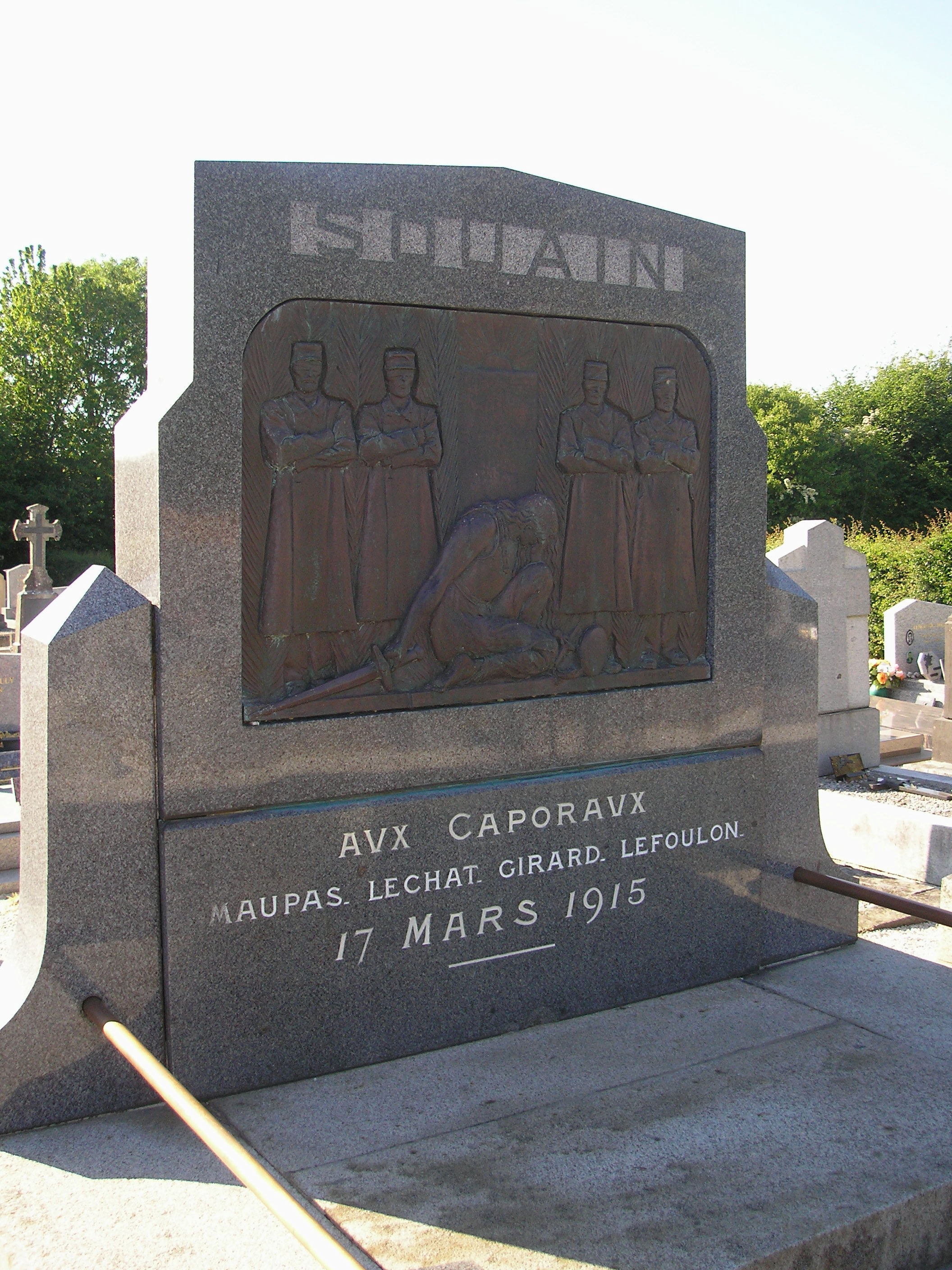
Monument voor de vier gefusilleerde korporaals van Souain

De roman van Cobb werd in 1935 door Sidney Howard omgewerkt tot een toneelstuk. Het stuk flopte echter. Kubrick die de roman als kind had gelezen, wilde het in 1957 omwerken tot een scenario. Hij kocht de rechten van Cobbs weduwe voor tienduizend dollar. De roman van Cobb was gebaseerd op een kwestie die zich afspeelde bij het Franse leger tijdens de Eerste Wereldoorlog, de zaak van de korporaals van Souain. Vier Franse korporaals werden op bevel van generaal Géraud Réveilhac gefusilleerd vanwege weigering om uit de loopgraven te komen. Later spande de families van de soldaten een proces aan tegen de Franse staat. De rechtbank verklaarde de executies onwettig, waarna twee families een franc schadevergoeding kregen uitgekeerd. De andere twee families kregen niets. In het boek worden de soldaten doodgeschoten vanwege lafheid. Zowel de Britten, Duitsers als Fransen executeerden in het echt soldaten voor lafheid in de Eerste Wereldoorlog. Wat echter bij de Fransen niet voorkwam was decimeren, een praktijk die stamt uit de tijd van het Romeinse leger, waarbij als strafmaatregel elke tiende soldaat van het legioen werd geëxecuteerd. Ook het fusilleren van de aan een brancard gebonden soldaat, steunt op onderluitenant Jean-Julien-Marius Chapelant die zo gefusilleerd werd. Kubricks oorspronkelijke scenario had een gelukkige afloop, zoals vrijwel elke Hollywoodfilm in die tijd. De studio's stonden er op dat de film goed moest aflopen om te voorkomen dat het publiek zou wegblijven. In samenspraak met producer Harris kwam Kubrick tot de conclusie dat een goede afloop afbreuk zou doen aan de integriteit van het scenario. Om te voorkomen dat de studio zou ingrijpen stuurde Harris een compleet scenario met het nieuwe einde naar zijn baas Max E. Youngstein. Hij verkeerde in de terechte veronderstelling dat niemand het hele scenario opnieuw zou gaan lezen.

### Opnames

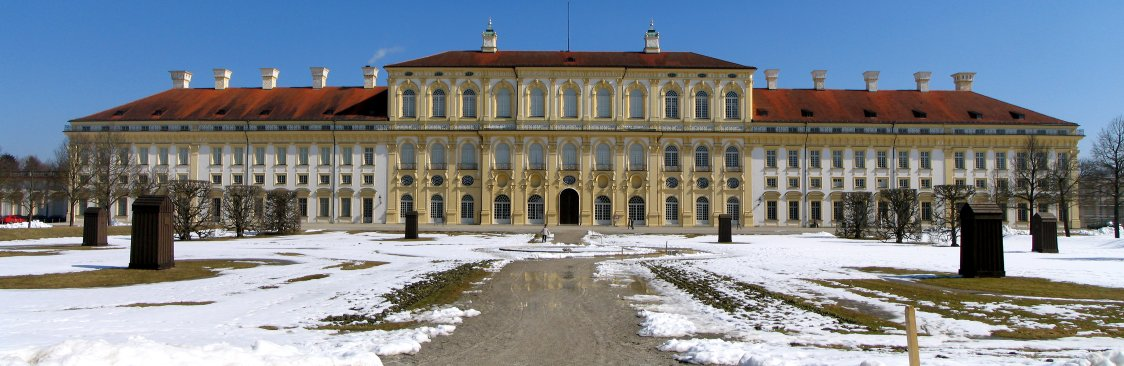
Nieuwe Paleis Schleissheim

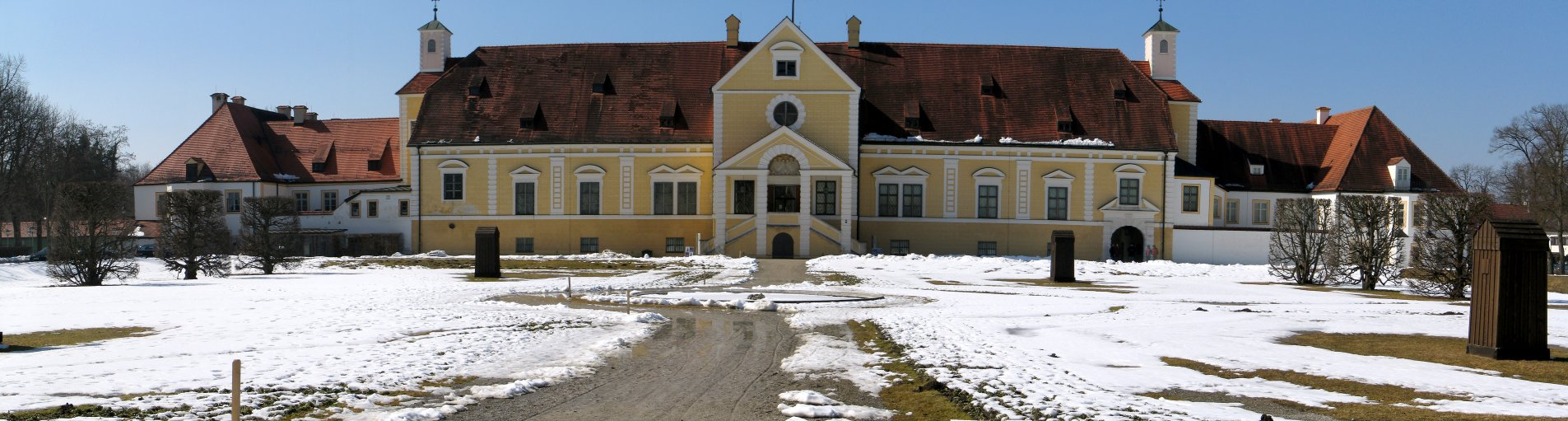
Het oude Slot Schleissheim

Voor de opnames ging Kubrick naar Beieren in Duitsland. Schloss Schleissheim bij München fungeerde als het hoofdkwartier van het Franse leger en voor de opnames van de krijgsraad (in de Grosser Saal). De executie werd gefilmd in de tuin. Voor de interieuropnames gebruikte hij de Geiselgassteig Studio's in Beieren. Een ander deel van Schloss Schleisheim, het oude kasteel, deed dienst als het hoofdkwartier van kolonel Dax. Volgens het verhaal was het gebouw zwaar beschadigd. Aangezien het oude kasteel tijdens een luchtaanval in de Tweede Wereldoorlog zwaar was beschadigd kon het zonder aanpassingen worden gebruikt. Omdat de film in de nabijheid van München werd opgenomen, maakte Kubrick gebruik van een groot aantal politiemensen van de politie van die stad, die in hun vrije tijd een figurantenrol als Franse soldaat speelden.
Voor de scènes op het slagveld gebruikte Kubrick de 4500 m² grote weide van een lokale boer. De man kreeg een vergoeding voor de misgelopen oogsten, waarna acht kranen en zestig medewerkers in drie weken tijd het terrein ombouwden tot het modderige terrein van een slagveld uit de Eerste Wereldoorlog.
Helemaal soepel verliepen de opnames niet. Acteur Timothy Carey, die soldaat Ferol speelt werd op zeker moment zelfs ontslagen en werd vervangen door een acteur die min of meer op hem leek.
Stanley Kubrick, altijd een perfectionist dreef de crew regelmatig tot wanhoop. Hij besteedde bijvoorbeeld 68 takes aan het laatste maal van de veroordeelde soldaten. Aangezien de acteurs in de scène hun maaltijd aan het verorberen waren, moest voor vrijwel elke take een nieuwe geroosterde eend worden bereid. De regisseur liet ook de loopgraven voor de film ongeveer 75 cm groter maken dan in het echt: in plaats van een breedte van 1,30 waren de loopgraven bijna 2 meter breed. Hierdoor kon hij een camera dolly door de loopgraaf laten rijden om meer vloeiende tracking shots te filmen. Kubricks perfectionisme zorgde er ook voor dat Erwin Lange, verantwoordelijk voor de speciale effecten, zich moest melden bij een speciale Duitse overheidscommissie. Kubrick wilde namelijk een bijna schrikbarend hoog aantal explosieven gebruiken voor de scènes op het slagveld. De aanvraag van Lange voor de benodigde explosieven veroorzaakte veel onrust bij de commissie, die uiteindelijk toch toestemming gaf. Alleen al in de eerste week van de opnames verbruikten Lange meer dan een ton aan explosieven.

## Ontvangst
De film was geen kassucces, maar ook geen flop na de première in december 1957. Over het algemeen werd de film goed ontvangen, maar Kubrick kreeg wel de nodige kritiek, met name uit Frankrijk. De Franse overheid vond het maar een aanfluiting dat het Franse leger belachelijk werd gemaakt. Desondanks werd de film in Frankrijk niet verboden. Wel probeerde de Franse overheid om de Europese filmdistributeur, United Artists, over te halen om de film niet uit te brengen in Frankrijk. Het zou tot 1975 duren voordat de film in Frankrijk werd vertoond. Ook De Duitse overheid hield de vertoning van de film twee jaar tegen, om te voorkomen dat de relaties met Frankrijk verstoord raakten. Franco verbood de film in Spanje vanwege het antimilitaristische karakter. Pas in 1986, 11 jaar na Franco's dood was de film in Spanje voor het eerst te zien.

## Prijzen
De film kreeg een nominatie in de categorie Beste film bij de BAFTA Awards, maar verzilverde de nominatie niet.